# اختبار اللعب (المرآة السوداء)
"اختبار اللعب" Playtest هو الحلقة الثانية في الموسم الثالث من سلسلة الخيال العلمي المرآة السوداء. كتبها مبدع السلسلة ومديرها تشارلي بروكر وأخرجها دان تراختنبرغ، وعُرضت لأول مرة على نتفليكس في 21 أكتوبر 2016، مع بقية الموسم الثالث.
تتبع الحلقة كوبر (وايت راسل)، أمريكي يختبر لعبة واقع معزز قادمة في لندن أثناء سفره. وهي لعبة رعب تدخل إلى دماغه وتستهدف مخاوفه. تشارك هانا جون-كامن بدور صحفية ألعاب فيديو يلتقيها كوبر. استُلهمت الحلقة من فكرة بروكر عن لعبة واقع معزز تشبه "واك-أ-مول" تزداد سرعتها حتى يصاب اللاعب بالجنون.
كعمل من أعمال الرعب النفسي، تحتوي الحلقة على العديد من الإشارات إلى ألعاب الفيديو والعديد من حالات التلميح للأحداث القادمة. تلقت الحلقة استقبالًا نقديًا متباينًا، مع انتقادات للقصة والنهاية، ولكن تم الإشادة بإخراج تراختنبرغ وأداء راسل. رُشحت الحلقة لجائزة الأكاديمية البريطانية للتليفزيون للحرفية، وجائزة RTS للحرفية والتصميم، وجائزة جمعية التأثيرات البصرية.